# III. Frigyes Ágost szász király
Ez a szócikk Szászország utolsó királyáról szól. III. Frigyes Ágost szász választófejedelmet (1750–1827) lásd itt.
III. Frigyes Ágost szász király, teljes nevén Frigyes Ágost János Lajos Károly Gusztáv Gergely Fülöp (németül) Friedrich August Johann Ludwig Karl Gustav Gregor Philipp von Sachsen (Drezda, 1865. május 25. – Sybillenort, Alsó-Szilézia, ma: Szczodre, Lengyelország, 1932. február 18.) a Wettin-ház Albert-ágából származott, 1902-től a Szász Királyság trónörököse, 1904–1918 között Szászország utolsó királya. I. (IV.) Károly császár és király anyai nagybátyja volt.

## Élete

### Származása
Édesapja a Wettin-ház Albert-ágából származó Frigyes Vilmos György szász királyi herceg, a későbbi I. György szász király (1832–1904) volt, I. János szász király (1801–1873) és Amália Auguszta bajor királyi hercegnő (1801–1877) fia, apai ágon Miksa szász királyi herceg (1759–1838), anyai ágon I. Miksa bajor király (1756–1825) unokája. A legősibb német uralkodócsaládból, a szász Wettin-dinasztiából származott, amely a mai Szászország, Szász-Anhalt és Türingia területét uralta.
Édesanyja a Mária Anna portugál infánsnő (1843–1884) volt, az utolsó Bragança-házi portugál uralkodónak, II. Mária (da Gloria) királynőnek (1819–1853) és férjének, a Szász–Coburg–Gothai-házból II. Ferdinánd portugál királynak (1816–1885) legidősebb leánya.
Szülei házasságából 8 gyermek született, hatan érték meg a felnőttkort:
- Mária Johanna Amália (1860–1861), kisgyermekként meghalt.
- Erzsébet Albertina Karolina (1862–1863), kisgyermekként meghalt.
- Matilda Mária Auguszta (1863–1933), akit több osztrák főherceg is visszautasított, végül nem is ment férjhez.
- Frigyes Ágost János herceg, trónörökös (1865–1932), 1904-től III. Frigyes Vilmos néven Szászország királya lett.
- Mária Jozefa Lujza hercegnő (1867–1944), aki 1886-ban Ottó Ferenc osztrák főherceghez ment feleségül, az ő fiuk I. (IV.) Károly császár és király.
- János György Piusz herceg, Szászország hercege (Prinz von Sachsen, Herzog zu Sachsen) (1869–1938), Szászország trónjának utolsó várományosa, aki kétszer nősült, de gyermektelenül halt meg.
- Miksa Vilmos Ágost herceg (Prinz von Sachsen, 1870–1951), akit katolikus pappá szenteltek és lemondott trónigényéről.
- Albert Károly Antal herceg (Prinz von Sachsen, 1875–1900), aki fiatalon, autóbalesetben halt meg, gyermektelenül.

### Ifjúkora
1877-ben belépett a szász királyi hadseregbe. Családi háttére miatt természetesen gyorsan emelkedett a ranglétrán. 1898-ban altábornaggyá léptettk elő, és kinevezték a 23. hadosztály parancsnokává, amelyet ezután Királyi 1. Szász Hadosztállyá kereszteltek át (1. Königlich-Sächsische Division). 1902-ben kinevezték a Királyi I. Szász Hadtest (I. Königlich-Sächsisches Armee-Korps) parancsnokává.
III. Frigyes Ágost szenvedélyes hegymászó volt, az Alpok számos csúcsát, köztük a Großglocknert is megmászta.

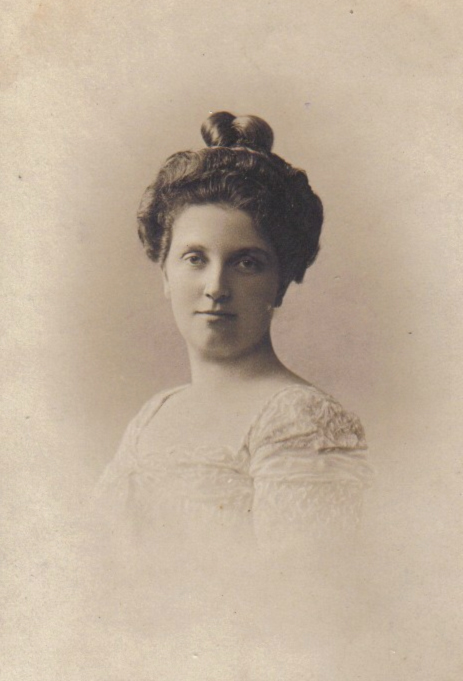
Felesége, Lujza Antonietta főhercegnő

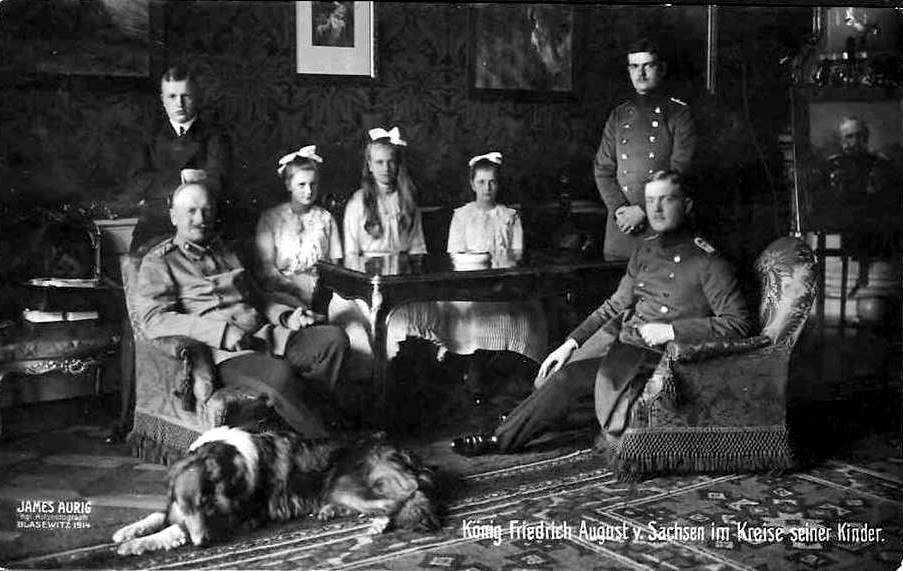
Frigyes Ágost gyermekeivel

### Házassága, gyermekei
1891. november 21-én Frigyes Ágost herceg Bécsben feleségül vette a Habsburg–Lotaringiai-ház toszkánai ágából származó Lujza Antonietta osztrák főhercegnőt (1870–1947), IV. Ferdinánd címzetes toszkánai nagyherceg (1835–1908) és Aliz Bourbon–parmai hercegnő (1849–1935) legidősebb leányát. A vőlegény 20 000 aranymárka jegyajándékot adott. A házasságból 7 gyermekük született, hatan megérték a felnőttkort:
- Frigyes Ágost György koronaherceg (Friedrich August Georg von Sachsen, 1893–1943), jezsuita pap.
- Frigyes Keresztély herceg (Friedrich Christian von Sachsen, 1893–1968), 1932-től haláláig a Wettin-ház Albert-ágának feje.
- Ernő Henrik herceg (Ernst Heinrich von Sachsen, 1896–1971), 1923–1945-ig az Albert-ág vagyonának kezelője, 1921-ben Sophie von Luxemburg hercegnőt (1902–1941), majd 1947-ben Gina Dulon színésznőt (1910–2002) vette feleségül.
- Maria Alix Carola hercegnő (*/† 1898), születésekor meghalt.
- Margit Karola Vilma (Wilhelmina) hercegnő (1900–1962), aki 1920-ban Friedrich von Hohenzollern porosz herceghez (1891–1965) ment feleségül.
- Mária Aliz (Alix) Luitpolda (1901–1990), aki 1921-ben Franz Joseph von Hohenzollern porosz herceg felesége lett.
- Anna Mónika Pia (1903–1976), 1924-től József Ferenc főherceg felesége.

Frigyes Ágost felesége, Lujza Antonietta könnyed, olaszos környezetből származott, természetes életvidámsága, a körülötte nyüzsgő gyermeksereg igen népszerűvé tette őt az alattvalók körében. Nehezen tűrte azonban a szász udvar szigorú etikettjét. Rossz viszonyba került mogorva sógornőjével, a több férjhez-adási kísérlet ellenére pártában maradt Matilda királyi hercegnővel, Frigyes Ágost legidősebb nővérével.

### Házasságának felbomlása
1902. június 19-én az öreg I. Albert király utód nélkül elhunyt. Öccse, a 70 éves I. György király, Frigyes Ágost apja örökölte a trónt. Frigyes Ágost a Szász Királyság trónörökösévé, felesége koronahercegnévé (Kronprinzessin von Sachsen) lépett elő. Az idős György királyt tanácsadói és családtagjai igyekeztek meggyőzni, adja át helyét legidősebb fiának, Frigyes Ágost trónörökösnek, de ő makacsul ragaszkodott trónjához.
Lujza hercegné életvidámsága ellenszenvet ébresztett az idős György királyban és belügyminiszterében, Metzsch-Reichenbach grófban is. A koronahercegnének gonosz intrikákkal kellett küzdenie. Férjére sem számíthatott, mert Frigyes Ágost alávetette magát apja akaratának. A magára maradt koronahercegné, öt (élő) gyermek anyja, viszonyt kezdett gyermekeinek nyelvtanárával, a belga André Gironnal. Az őt megfigyelés alatt tartó titkosrendőrség rájött erre, és tájékoztatta a királyt.
1902 végén Lujza Antonietta hercegné, aki már hetedik gyermekével volt várandós, Drezdából Genfbe szökött szeretőjéhez, André Gironhoz, akit születendő gyermeke apjának tartott. (Későbbi emlékirataiban szökését azzal indokolta, hogy apósa elmegyógyintézetbe akarta őt záratni). Tervét segítette saját bátyja, Lipót Ferdinánd Szalvátor főherceg, a család fekete báránya, aki hamarosan maga is kilépett a Habsburg-házból, polgári nevet vett fel (Leopod Wölfling). A genfi rendőrség és a sajtó felfedezte őket, nyilvános botrány robbant ki.
A német arisztokrácia első modern kori nagy erkölcsbotránya éppen a szigorúan katolikus szász uralkodócsaládot érintette. A konzervatív sajtó és az arisztokrata szalonok egyöntetűen elítélték az öt (élő) gyermekét és királyi férjét hátrahagyó, közrendű személlyel összeálló hercegné viselkedését.
Frigyes Ágost apja, a király azonnal, 1902. december 31-én különleges bíróság felállítását rendelte el, amely igen gyorsan, már 1903. február 11-én kimondta a koronaherceg házasságának felbontását. A közvetlenül érintett családapát, Frigyes Ágostot meg sem hallgatták. A válás kimondásáig Lujza Antonietta Genfben élt szeretőjével, Gironnal, nyilvánosan is mutatkoztak együtt, a válás kimondása előtt azonban kapcsolatuk ismeretlen okból megszakadt, Giron elutazott Genfből.
1903. május 4-én Lindauban megszületett Lujza Antonietta hetedik gyermeke, Anna Mónika Pia. A György király által Genfbe küldött szülészprofesszor, Dr. Leopold megvizsgálta az újszülöttet, annak testi jegyeiből Frigyes Ágost koronaherceg apaságát vélelmezte, így Frigyes Ágost a gyermeket saját leányának, a királyi udvar pedig szász királyi vérből született hercegnőnek ismerte el.
A kínos helyzetet mielőbb rendezni kellett. Frigyes Ágost apja, György király ex-menyének a „Montignoso grófnő” címet adta, és nagyvonalú kegydíjat (apanázst) folyósított számára. Ennek feltételeként azonban azt követelte, hogy a hetedikként született kisleánynak is a drezdai királyi udvarban kell maradnia, idősebb testvéreivel együtt. Ebbe Lujza Antonietta semmiképpen nem akart beleegyezni, gyermeke átadását minden eszközzel akadályozni igyekezett.
I. Ferenc József császár, a Habsburg–Lotaringiai-ház feje súlyosan elítélte rokonának, Lujza főhercegnőnek viselkedését, de a házasság felbontását a szigorúan katolikus császár sohasem ismerte el érvényesnek. Ez tovább rontotta a két uralkodócsalád amúgy sem felhőtlen viszonyát. György király 1904. október 15-én meghalt, de még halálos ágyán megígértette fiával, Frigyes Ágosttal, hogy az ex-koronahercegnét, aki szégyent hozott a dinasztiára, nem engedi visszatérni a drezdai királyi udvarba és gyermekeit is távol tartja tőle.

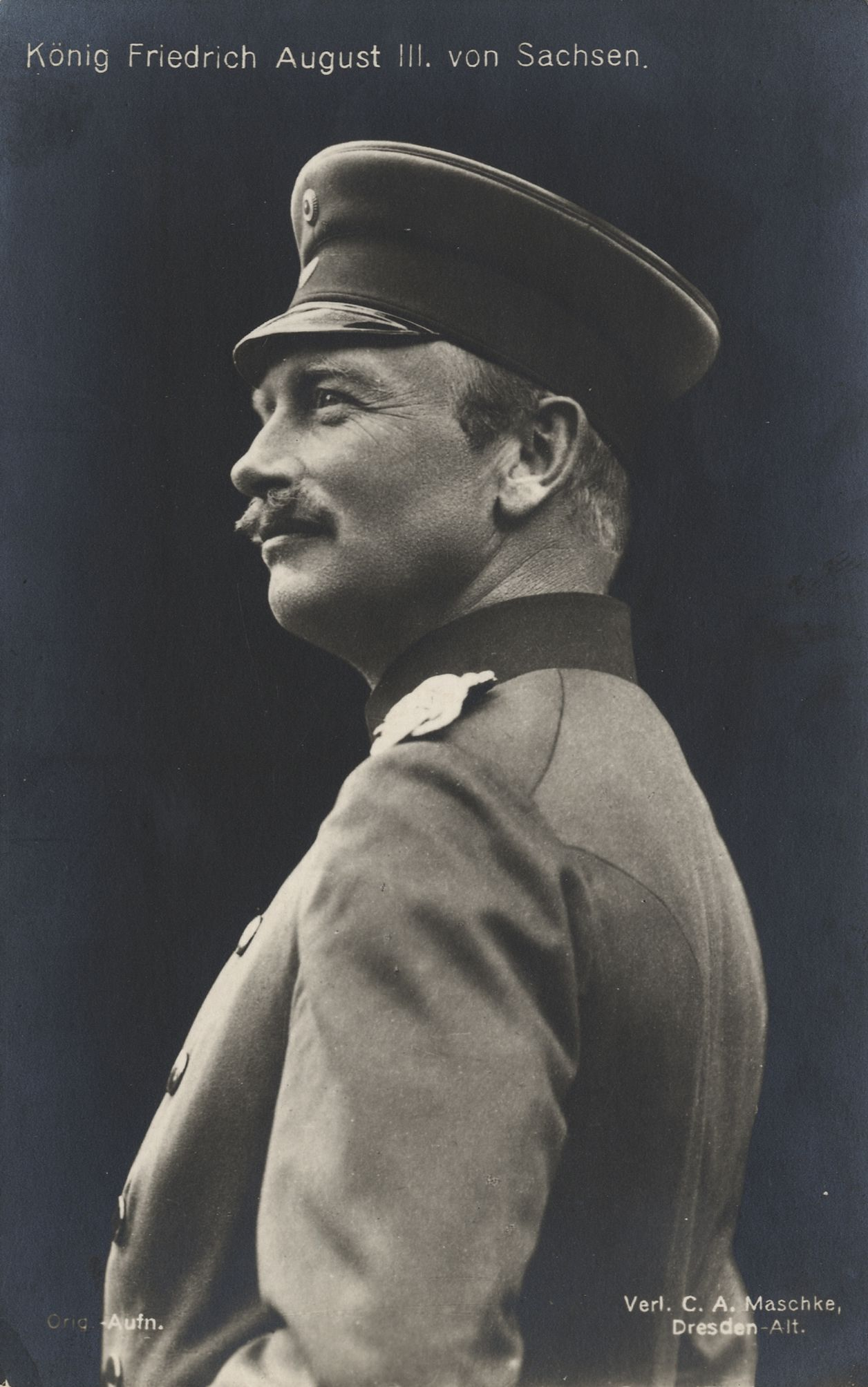
Frigyes Ágost, 1900. körül.
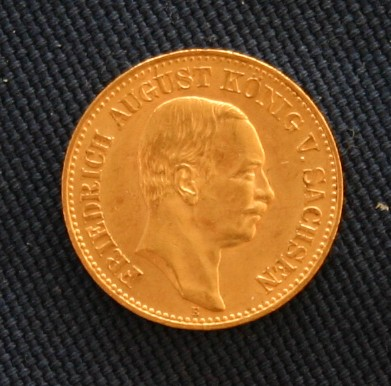
Arany 20 márkás érme, Frigyes Ágost képmásával (1905).
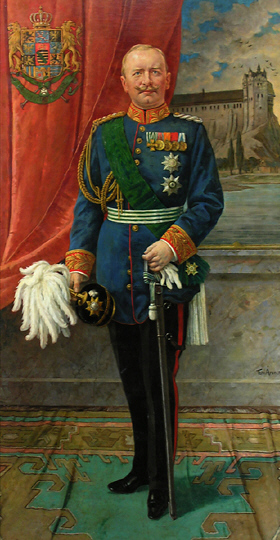
III. Frigyes Ágost díszegyenruhában, 1912.
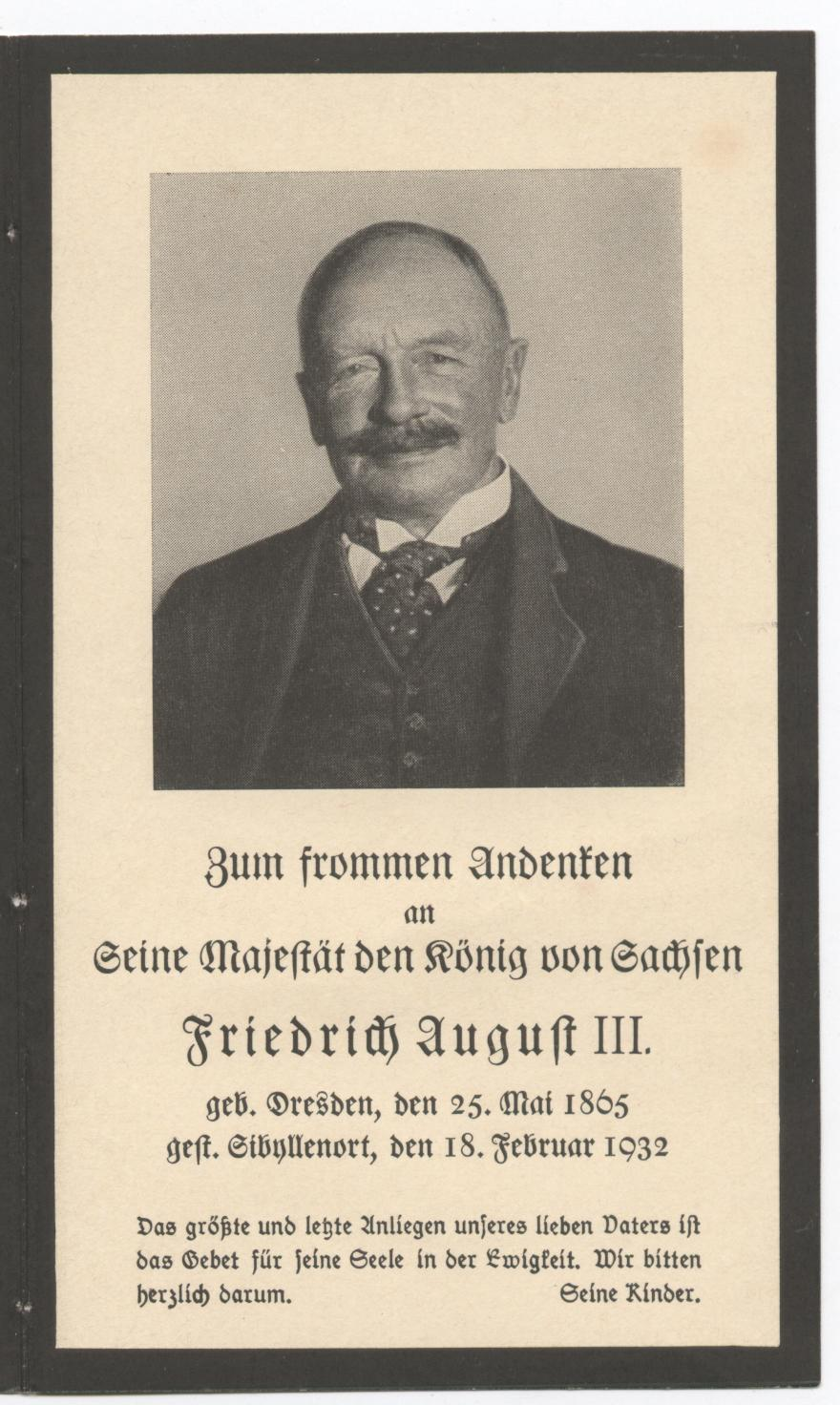
Gyászjelentés és emléklap.

### Szászország királya
A koronaherceg 1904. október 15-én III. Frigyes Ágost néven örökölte elhunyt apja trónját. Trónra lépésekor letette hadtestparancsnoki beosztását. Ennek ellenére 1912-ben azért még előléptették vezértábornaggyá (Generalfeldmarschall).
1905. április 23-án megalapította a szász királyi Frigyes Ágost-érdemérmet (Friedrich-August-Medaille), olyan, őrmesternél alacsonyabb rangú és velük egyenlő rangot elért polgári személyek szolgálat közben háborús és békeidőben tanúsított kiemelkedő érdemeinek elismerésére. („zur Anerkennung verdienstlicher Leistungen bei Mannschaften vom Feldwebel abwärts und diesen im Range gleichstehenden Zivilpersonen im Kriege und Frieden).”

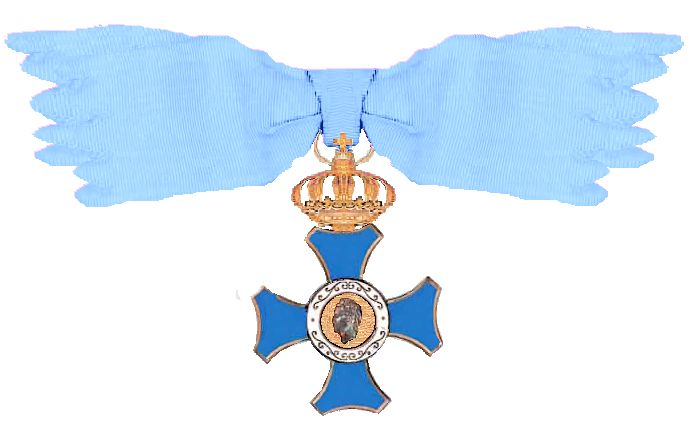
A Mária Anna-rend

Édesanyjának, az elhunyt Mária Anna infánsnőnek emlékezetére Frigyes Ágost 1906. május 15-én megalapította a Mária Anna-rendet (Maria-Anna-Orden), amelynek három osztálya volt, az udvar vagy a közjó érdekében kiemelkedő munkát végzett nők kitüntetésére. 1913. január 21-én a király e mellé megalapította még a Mária Anna-kereszt Alapítványt (Stiftung des Maria-Anna-Kreuzes) is.
Exfelesége, Lujza Antonietta főhercegnő 1907-ben feleségül ment Enrico Toselli zeneszerzőhöz, ekkor Frigyes Ágost elvette tőle legifjabb leányát, Anna Mónika Pia hercegnőt is (1907. október 26-án). Ekkor már Ferenc József is elismerte Lujza Antonietta első házasságának felbomlását, kitagadta őt a Habsburg-családból, megfosztva főhercegnői címétől és előjogaitól.
1908-ban Lujza második házassága is felbomlott, ekkor előbb különc nagybátyjához, Lajos Szalvátor főherceghez költözött Mallorcára, aztán visszatért Brüsszelbe. 1911-ben kiadta emlékiratait, amelyben sorsáért apósát, az elhunyt György királyt és udvaroncait vádolta.

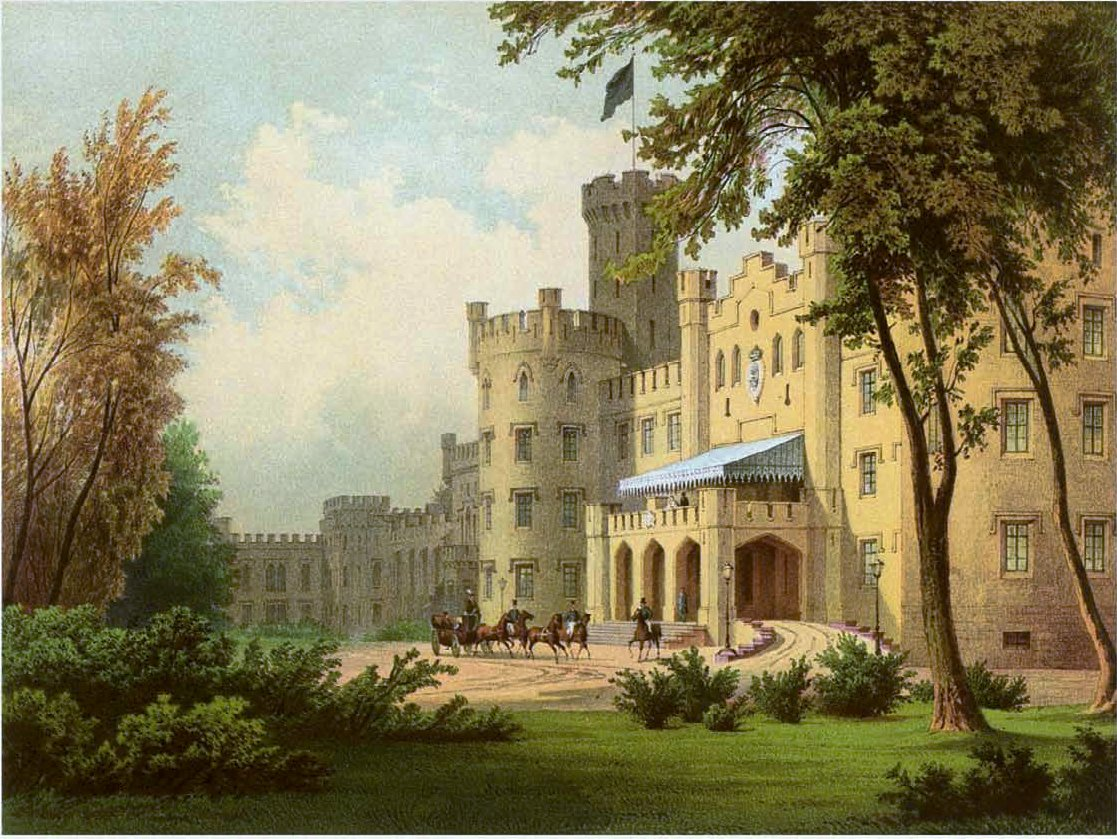
Sybillenort kastély, Breslau mellett

### Lemondása
Az 1918-i novemberi német polgári forradalom eseményeinek hatására III. Frigyes Ágost király 1918. november 13-án a ruhlandi Guteborn kastélyban lemondott. Az aláírt okmányt állítólag a következő – erős szász dialektusban kiejtett – drasztikus szavak kíséretében nyújtotta át a forradalmi kormány küldötteinek: „Machd doch eiern Drägg alleene!”, amelynek (finomított) értelme mai nyelven kb.: „Vigyétek el a balhétokat ti magatok!”. Történészek nem látják kellően bizonyítottnak, hogy ez a kijelentés valóban nyilvánosan elhangzott-e, de a történet széleskörűen elterjedt, és sok helyen idézik.
A forradalmi kormány úgy döntött, nem utasítja ki őt Németországból (ellentétben a Hohenzollernekkel és más német uralkodókkal). A lemondott király önkéntes száműzetésbe vonult sziléziai birtokára, a Breslau közelében fekvő Sibyllenort kastélyba, amelyet a 17. században angol Tudor-stílusban építettek, és a 19. század közepén jelentősen kibővítettek (mintegy 400 szobája volt). III. Frigyes Vilmos lemondása a Wettin-ház uralmának végét jelentette. Ez volt a leghosszabb időig hatalmon lévő német uralkodóház, 829 éven át uralta Szászországot.
Jelentős magánvagyonának köszönhetően Frigyes Ágost életének hátralévő éveiben úgy élt, mint egy gazdag vidéki földbirtokos nemesember. Birtokait igazgatta, és beutazta a világot. Ausztrálián kívül minden földrészre eljutott.
Két leánya, az 1900-ban született Margit Karolina és az 1901-ben született Mária Aliz királyi hercegnők 1920-ban és 1921-ben két ikerfiúhoz, a Hohenzollern-Sigmaringen-ház két hercegéhez mentek feleségül.

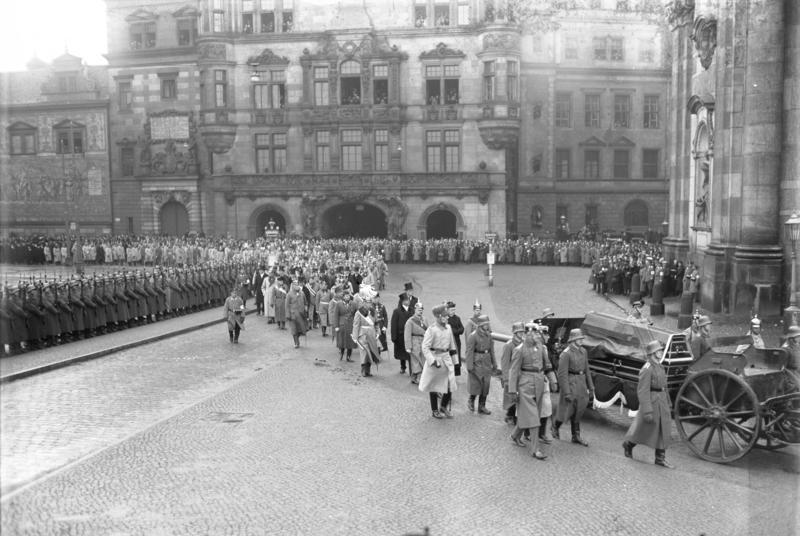
III. Frigyes Ágost temetési menete Drezdában.

### Halála
A lemondott Frigyes Ágost király 1932. február 18-án hunyt el a Sibyllenort kastélyban. Földi maradványait a Német Birodalmi Vasút (Deutsche Reichsbahn) különvonatán Drezdába szállították. 1932. február 23-án ünnepélyes tiszteletadás mellett temették el a drezdai katolikus székesegyházban (Katholische Hofkirche), a Wettin család kriptájában (Wettinergruft). A Szász Királyság utolsó uralkodóját a lakosság hatalmas tömegei kísérték utolsó útján. Temetésével lezárult egy korszak. Alig egy évvel később, 1933. január 28-án Adolf Hitler lett a Német Birodalom kancellárja.
Volt felesége, Lujza Antonietta főhercegné Belgiumban vészelte át a második világháborút. A német megszállás (1940) után jövedelmei elmaradtak, nagy nyomorba jutott. 1947. március 23-án halt meg brüsszeli lakásában. 1953-ban a Hohenzollern-család hantoltatta ki a köztemetőből, és szállíttatta át a Hohenzollernek családi kriptájába.

### Birtokainak későbbi sorsa
A guteborni kastélyt 1949 után az NDK kormánya lebontatta. Gazdasági épületeit és az istállókat egy állami mezőgazdasági kombinát vette használatba. A Sybillenort kastély a második világháború harcaiban megsérült, a bevonuló szovjet és lengyel csapatok teljesen kifosztották és földig rombolták. Sybillenortot Breslau városával és egész Alsó-Sziléziával együtt Lengyelországhoz csatolták (1945–1948-ig Sybilin néven, azóta mai nevén: Szczodre [ˈʃʧɔdrɛ]). A kastély egyetlen megmaradt, romos épületszárnyát 1991-ben helyreállították és diákotthonná alakították.